# Trimeresurus truongsonensis
Trimeresurus truongsonensis är en ormart som beskrevs av Orlov, Ryabov, Thanh och Cuc 2004. Trimeresurus truongsonensis ingår i släktet palmhuggormar, och familjen huggormar. Inga underarter finns listade i Catalogue of Life.
Arten förekommer i centrala Vietnam runt 600 meter över havet.